# Franz Höfliger
Franz Höfliger (* 1. Mai 1892 in Wilen TG; † 30. Juli 1985 in Ingenbohl) war ein Schweizer römisch-katholischer Priester. Er baute im Kanton Zürich mehrere Pfarreien auf und erhielt wegen seiner intensiven Sammeltätigkeit für die Zürcher Diaspora und die Missionen den Beinamen Bettelprälat.

## Leben
Franz Höfliger war der Sohn eines Schiffers auf dem Zürichsee und wuchs in Wollerau zusammen mit zwei Geschwistern und zwei Pflegekindern auf. In der Volksschule wurde er von Menzinger Schwestern unterrichtet und fasste schon früh den Entschluss, Priester zu werden. Das Gymnasium besuchte er zunächst im Kloster Einsiedeln. Wegen seines Wunsches, Missionar in Afrika oder Asien zu werden, setzte er ab 1909 seine schulische Ausbildung in Lyon fort, wo er mit der Matura abschloss. Dann trat er 1913 ins Institut des Missions Africaines der Gesellschaft der Afrikamissionen in Lyon ein. Der Ausbruch des Ersten Weltkriegs zwang ihn, Frankreich zu verlassen, weshalb er im Priesterseminar St. Luzi in Chur seine Studien fortsetzte und am 18. Juli 1915 vom Churer Bischof Georg Schmid von Grüneck zum Priester geweiht wurde. 
Zwischen 1917 und 1920 war Franz Höfliger Vikar in der Pfarrei Hl. Dreifaltigkeit Rüti, für die er in Hinwil die spätere Pfarrei Liebfrauen mit aufbaute. Vorwiegend im nahen, katholisch geprägten Kanton St. Gallen sammelte er bei Bettelpredigten das nötige Geld, sodass er am 28. Juli 1918 in einer Notkirche die erste Messe seit der Reformation auf Hinwiler Boden feiern konnte. 1920 bis 1923 leitete er in Immensee das Missionssekretariat und trug zum Aufbau der Missionsgesellschaft Bethlehem bei. In den Jahren 1923 bis 1932 unternahm Franz Höfliger vier ausgedehnte Missionsreisen in die USA zur Mittelbeschaffung für das Missionshaus Immensee und die Diözese Chur. Für seine Verdienste erhielt er 1932 den Ehrentitel eines päpstlichen Hausprälaten und wurde Ehrendomherr des Bistums Chur.
Unter Bischof Laurenz Matthias Vincenz wirkte er von 1932 bis 1938 als bischöflicher Kanzler in Chur und übernahm 1938 die Leitung der Missionsstation Stäfa mit dem Ziel, die dortige Pfarrei aufzubauen. Franz Höfliger verstand es, trotz erschwerter Bedingungen infolge des Zweiten Weltkriegs das Geld für den Bau der Kirche St. Verena zu sammeln. Nach der Weihe der Kirche 1948 durch Bischof Christian Caminada übersiedelte Höfliger nach Zürich, um im Arbeiterquartier Schwamendingen die jüngste Pfarrei der Stadt aufzubauen. In den Jahren 1949 bis 1966 sammelte er mittels seiner Predigttätigkeit in der ganzen Deutschschweiz das Geld für den Bau der Kirche St. Gallus (Zürich-Schwamendingen). Aus Altersgründen zog er sich 1966 aus der Pfarrei St. Gallus zurück und wirkte bis zu seinem Tod als Spiritual im Spital St. Josef in Ingenbohl.

## Werke
- Ein Ruf zu einem vergessenen hochwichtigen Apostolat. Benziger, Einsiedeln 1923.
- Unsere größte und heiligste Zeitaufgabe. Winfriedbund, Paderborn 1923.
- Willkommen, Brüder! Eine Betrachtung der heutigen religiösen Weltlage. Winfriedbund, Paderborn 1923.
- Unsere liebe Frau von Hinwil. Die grosse Helferin in schweren Anliegen. Hinwil 1932.
- Franz Höfliger u. a.: Weihbischof Dr. Antonius Gisler, Chur, 1863–1932 : Führender Theologe und kirchlicher Schriftsteller im ersten Viertel des 20. Jahrhunderts. St. Raphael, Altdorf 1974.